# Jean Masurel
Jean Masurel (* 1908; † 1991) war ein französischer Industrieller und Sammler kubistischer Kunstwerke.

## Biographie
Masurel entstammte der dritten Generation einer Familie französischer Textilunternehmer aus Roubaix. Er begann 1924 unter dem Eindruck der Sammlung seines Onkels, Roger Dutilleul, selbst Kunstwerke zu sammeln. 1956 erbte er die Sammlung des Onkels gemeinsam mit seiner Frau Geneviève. 1979 übergab Masurel die komplette Sammlung bestehend aus 219 Werken an die Communauté Urbaine de Lille. Der Schenkung folgte der Bau des neuen Museums in Villeneuve-d’Ascq (heute: LaM), wo sich die Sammlung seit 1983 befindet. Neben kubistischen Malereien sammelte er auch afrikanische Skulpturen, darunter befindet sich eine Nimba-Maske aus Guinea.
Im Jahr 1942 heiratete er Geneviève Marie Thérèse de la Rigodière, Tochter einer Textilunternehmerfamilie aus Lyon. Sie haben fünf gemeinsame Kinder.